# Lamberto Cesari
Lamberto Cesàri (Bologna, 23 settembre 1910 – Ann Arbor, 12 marzo 1990) è stato un matematico italiano naturalizzato statunitense, noto per i suoi contributi all'analisi funzionale.

## Biografia
Nel 1933 si laureò all'Università di Pisa sotto la guida di Leonida Tonelli. In seguito andò a perfezionarsi in Germania. Poi ritornò a Pisa per un anno e successivamente si trasferì a Roma presso l'Istituto Nazionale per le Applicazioni del Calcolo, diretto da Mauro Picone.
Dal 1938 insegnò all'Università di Pisa e, dal 1947, insegnò Analisi all'Università di Bologna. Nel 1948 si trasferì negli Stati Uniti.
Dopo aver insegnato per un po' all'Institute for Advanced Study di Princeton, insegnò alla Purdue University di Lafayette, all'Università della California a Berkeley e all'Università del Wisconsin a Madison. Nel 1960 insegnò all'Università del Michigan a Ann Arbor. Nel 1976 divenne cittadino americano, ma continuò a mantenere stretti contatti scientifici con la comunità matematica italiana.
È ricordato per le sue ricerche sul problema dell'area secondo Lebesgue delle superfici parametriche continue e sui problemi variazionali ad esso collegati.
Scrisse circa 250 pubblicazioni scientifiche che trattavano di Analisi funzionale non lineare, oltre a tre libri di fondamentale importanza: 
- Surface area (1956)
- Asymptotic behavior and stability problems in ordinary differential equations (1959)
- Optimization-Theory and Applications. Problems with ordinary differential equations (1983)